# Лауденбах (Рейн-Неккар)
Лауденбах (нім. Laudenbach) — громада в Німеччині, знаходиться в землі Баден-Вюртемберг. Підпорядковується адміністративному округу Карлсруе. Входить до складу району Рейн-Неккар.
Площа — 10,29 км2. Населення становить 6363 ос. (станом на 31 грудня 2020).